# Doboztrollok
A Doboztrollok (eredeti cím: The Boxtrolls) egy 2014-es amerikai 3D-s, stop-motion technikával készült fantasy vígjáték, amely Alan Snow Here Be Monsters! című regénye alapján készült. Gyártója a Laika, a rendezője Graham Annable és Anthony Stacchi, az írója Irena Brignull és Adam Pava.
A film egy tojás történetét meséli el, egy emberi fiúét, akit magukhoz vettek a szemétszedő trollok, s megpróbálja megmenteni őket Archibald Snatchertől, egy gonosz kiirtótól. A filmben szerepet kapott Isaac Hempstead-Wright, Ben Kingsley, Elle Fanning, Toni Collette, Jared Harris, Simon Pegg, Nick Frost, Richard Ayoade és Tracy Morgan.
2014. szeptember 26-án mutatta be a Focus Features, pozitív értékeléssel. 109 millió USD-t hozott, 60 milliós költségvetés mellett. A filmet Oscar-díjra jelölték a Legjobb Animáció kategóriában, de elvesztette a Hős6os miatt.

## Cselekmény
|  | Alább a cselekmény részletei következnek! |

A történet helyszíne egy Viktória-kori város, Sajthíd, amelynek minden lakója odavan a sajtokért, a vagyonért és a előkelőségért. A Doboztrollok az utcák alatti csatornarendszerben élnek, éjszaka azonban a felszínre törnek, s ellopják a sajtokat, illetve elrabolják a gyerekeket. Ez azonban csak legenda, amelyben a városlakók hisznek. A Doboztrollok valójában imádni való csodabogarak, s egy földalatti barlang az otthonuk. Önmagukat újrahasznosított kartondobozokkal fedik. A trollok úgy nevelik Tojást, a fiút, mintha közéjük tartozó lenne. A Doboztrollokat azonban veszély kezdi fenyegetni, amikor Archibald Suvasz, a lelketlen féregirtó akcióba lép.
|  | Itt a vége a cselekmény részletezésének! |

## Szereplők
| Szereplő neve                | Eredeti hang                                   | Magyar hang                          |
| ---------------------------- | ---------------------------------------------- | ------------------------------------ |
| Tojás / Haraszt Baba         | Isaac Hempstead-Wright Max Mitchell (babaként) | Baráth István Vida Bálint (babaként) |
| Winifred "Winnie" Camen-Bert | Elle Fanning                                   | Csifó Dorina                         |
| Archibald Suvasz             | Ben Kingsley                                   | Csankó Zoltán                        |
| Lady Cynthia Camen-Bert      | Toni Collette                                  | Bertalan Ágnes                       |
| Lord Charles Camen-Bert      | Jared Harris                                   | Szacsvay László                      |
| Herbert Haraszt              | Simon Pegg                                     | Kardos Róbert                        |
| Potyka úr                    | Nick Frost                                     | Törköly Levente                      |
| Kópé úr                      | Richard Ayoade                                 | Nagypál Gábor                        |
| Porci úr                     | Tracy Morgan                                   | Scherer Péter                        |
| Sir Langsdale                | Maurice LaMarche                               | Faragó András                        |
| Sir Broderick                | James Urbaniak                                 | Takátsy Péter                        |
| Boulanger                    | Brian George                                   | Elek Ferenc                          |
| Anya                         | Laraine Newman                                 | N/A                                  |
| Ed Vartis                    | Darren Richardson                              | N/A                                  |
| Felolvasó                    | Felolvasó                                      | Bozai József                         |

További eredeti hangok: Dee Bradley Baker, Fred Tatasciore, Julian Stone, Lori Tritel, Nika Futterman, Pat Fraley, Reckless Jack, Ron Bottitta, Sam Lavagnino, Steven Blum, Tom Kenny

## Magyar változat
A szinkront a Mafilm Audio Kft. készítette.
Magyar szöveg: Speier Dávid
Hangmérnök: Tóth Péter Ákos
Rendezőasszisztens és vágó: Kajdácsi Brigitta
Gyártásvezető: Kablay Luca
Szinkronrendező: Báthory Orsolya
Zenei rendező: Mikecz Kornél

## Zeneszámok
Az összes szám szerzője Dario Marianelli, except as noted.
| 1.    | The Unspeakable Has Happened                                                                         | 2:19 |
| 2.    | The Scavengers                                                                                       | 2:26 |
| 3.    | The Boxtrolls Cavern                                                                                 | 2:32 |
| 4.    | Eggs’ Music Box                                                                                      | 1:50 |
| 5.    | Quattro Sabatino (performed by Peter Harris, Alex Tsilogiannis, Thomas Kennedy & Edmund Saddington)  | 2:38 |
| 6.    | One Busy Night                                                                                       | 2:35 |
| 7.    | Rooftop Chase                                                                                        | 1:38 |
| 8.    | Broken Eggs                                                                                          | 2:00 |
| 9.    | Cheesebridge Funfair                                                                                 | 0:46 |
| 10.   | The Boxtrolls Song (written by Eric Idle; performed by Sean Patrick Doyle, Mark Orton & Loch Lomond) | 2:35 |
| 11.   | Snatcher and His Stooges                                                                             | 1:34 |
| 12.   | Allergic                                                                                             | 4:51 |
| 13.   | To the Rescue                                                                                        | 1:59 |
| 14.   | I’m Sure I Am Delicious                                                                              | 1:59 |
| 15.   | I Was Given to Them                                                                                  | 2:53 |
| 16.   | What’s a Father?                                                                                     | 1:31 |
| 17.   | Slap Waltz                                                                                           | 2:28 |
| 18.   | Snatcher’s Dramatical Entrance                                                                       | 3:26 |
| 19.   | Look What You Did                                                                                    | 3:45 |
| 20.   | Jelly!                                                                                               | 4:11 |
| 21.   | Last Battle                                                                                          | 3:43 |
| 22.   | Say Cheese                                                                                           | 2:01 |
| 23.   | Little Boxes (written by Malvina Reynolds, performed by Loch Lomond)                                 | 2:36 |
| 24.   | Some Kids (performed by Loch Lomond)                                                                 | 3:03 |
| 25.   | Whole World (performed by Loch Lomond)                                                               | 1:34 |
| 60:02 | |      |

## Forgalmazó
- UIP-Dunafilm (moziforgalmazó)
- Bontonfilm (DVD-forgalmazó)

## Fordítás
Ez a szócikk részben vagy egészben  a   The Boxtrolls című angol Wikipédia-szócikk fordításán alapul.  Az eredeti cikk szerkesztőit annak laptörténete sorolja fel. Ez a jelzés csupán a megfogalmazás eredetét és a szerzői jogokat jelzi, nem szolgál a cikkben szereplő információk forrásmegjelöléseként.